# Русаков, Александр Ильич
Александр Ильич Русаков (род. 30 сентября 1959, Ярославль) — сенатор Российской Федерации от исполнительного органа власти Ярославской области, член Комитета Совета Федерации по науке, образованию и культуре.
Ректор Ярославского государственного университета имени П. Г. Демидова с 2005 по 2022 год.
Из-за вторжения России на Украину, находится под международными санкциями всех стран Евросоюза и Швейцарии.

## Биография
В 1981 году окончил Химический факультет Ленинградского государственного университета имени А. А. Жданова по специальности «Квантовая химия». Работал в Ярославском государственном политехническом институте: инженер, старший научный сотрудник, заведующий межкафедральной лабораторией ядерного магнитного резонанса. Работал в НПО «Ярсинтез» старшим научным сотрудником.
В 1987 году защитил кандидатскую диссертацию в Институте органической химии им. Н. Д. Зелинского АН СССР, в 2005 году защитил докторскую диссертацию в Ивановском государственном химико-технологическом университете (доктор химических наук). Профессор.
С 1994 года работает в Ярославском государственном университете (ЯрГУ): главный специалист информационно-вычислительного центра, директор центра «Интернет», с августа 1997 года — проректор по информатизации, с 2000 по 2005 год — первый проректор, с 2005 по 2022 год — ректор. Является заместителем председателя Совета ректоров вузов Ярославской области.
Также занимается общественно-политической деятельностью: активно участвует в работе ярославского регионального отделения «Общероссийского народного фронта», неоднократно являлся доверенным лицом Президента Российской Федерации В. В. Путина. В 2013 году баллотировался в депутаты Ярославской областной Думы по списку партии «Единая Россия», но не был избран.
Работал в Общественной палате Ярославской области, Общественной палате Российской Федерации, куда был выдвинут губернатором Ярославской области С. Н. Ястребовым.
С 2022 года сенатор от Ярославской области, заменил на этом посту Сергея Берёзкина.

## Награды
- Почётный работник высшего профессионального образования Российской Федерации;
- Почётным знаком Губернатора Ярославской области «За заслуги в науке»;
- Медалью ордена «За заслуги перед Отечеством» II степени (2016) — за большой вклад в развитие науки, образования, подготовку квалифицированных специалистов и многолетнюю плодотворную деятельность[7].

## Санкции
16 декабря 2022 года, на фоне вторжения России на Украину, включён в санкционный список стран Евросоюза, так как «поддерживал и реализовывал действия и политику, которые подрывают территориальную целостность, суверенитет и независимость Украины и ещё больше дестабилизируют Украину».
Позже к санкциям присоединилась Швейцария и Украина.